# Das Ding (Liederbuch)
Das Ding (auch dasDING) ist eine mehrbändige Liederbuchreihe für Gitarrenspieler von Andreas Lutz und Bernhard Bitzel. Der erste Band erschien im Jahr 2000 als Spiralbuch.
Die Liederbücher enthalten ungefähr je 400 Lieder sowohl aus dem Bereich Volks- und Wanderlieder als auch aus Schlager, Pop-, Rock- und Hip-Hop. Zu den Liedern waren in den ursprünglichen vier Bänden nur Akkorde (so genannte Chordsheets) angegeben. Noten der Gesangsmelodie, Takt und Schlagmuster fehlten hingegen zunächst. Das Kennen der Lieder wird also in dieser Version des Liederbuchs vorausgesetzt.
Ende 2009 wurde der erste Band als Fassung mit Noten herausgegeben. Diese enthält neben dem Text mit Akkorden auch die Melodieführung mit Akkorden. Im März 2011 erschien auch der zweite Band mit Noten. Im März 2012 wurde der dritte Band und 2014 schließlich Band 4 als Notenausgabe veröffentlicht. Das Ding mit Noten wird ebenfalls als Spiralbuch, aber im A4-Format, herausgegeben.
Das Ding konnte sich 2001 in der Bestsellerliste der ZEIT in Kategorie Sachbuch auf Platz fünf platzieren. 2005 folgte die Fortsetzung Das Ding 2, Ende 2008 Das Ding 3 und 2014 Das Ding 4.

## Ausgaben
- Bernhard Bitzel, Andreas Lutz (Hrsg.): Das Ding. Kultliederbuch. Edition DUX, Manching 2000, ISBN 3-934958-66-4.
- Bernhard Bitzel, Andreas Lutz (Hrsg.): Das Ding. Kultliederbuch. Band 2. Edition DUX, Manching 2005, ISBN 3-934958-77-X.
- Bernhard Bitzel, Andreas Lutz (Hrsg.): Das Ding. Kultliederbuch. Band 3. Edition DUX, Manching 2008, ISBN 978-3-86849-088-6.
- Bernhard Bitzel, Andreas Lutz (Hrsg.): Das Ding. Kultliederbuch. Band 4. Edition DUX, Manching 2014, ISBN 978-3-86849-246-0.
- Bernhard Bitzel, Andreas Lutz (Hrsg.): Das Ding mit Noten. Edition DUX, Manching 2009, ISBN 978-3-86849-014-5 (enthält neben dem kompletten Text mit Akkordbezifferung zu allen 400 Songs die Melodiestimme mit Harmoniebezeichnung).
- Bernhard Bitzel, Andreas Lutz (Hrsg.): Das Ding 2 mit Noten. Edition DUX, Manching 2011, ISBN 978-3-86849-185-2 (enthält neben dem kompletten Text mit Akkordbezifferung zu allen 400 Songs die Melodiestimme mit Harmoniebezeichnung).
- Bernhard Bitzel, Andreas Lutz (Hrsg.): Das Ding 3 mit Noten. Edition DUX, Manching 2012, ISBN 978-3-86849-194-4 (enthält neben dem kompletten Text mit Akkordbezifferung zu allen 400 Songs die Melodiestimme mit Harmoniebezeichnung).
- Bernhard Bitzel, Andreas Lutz (Hrsg.): Das Ding 4 mit Noten. Edition DUX, Manching 2014, ISBN 978-3-86849-247-7 (enthält neben dem kompletten Text mit Akkordbezifferung zu allen 400 Songs die Melodiestimme mit Harmoniebezeichnung).